# Images and Words
Images and Words — второй студийный альбом прогрессив-метал-группы Dream Theater, изданный 7 июля 1992 года на лейбле Atco Records. «Images and Words» стал золотым в США и платиновым в Японии. Этот альбом до сих пор остается наиболее коммерчески успешным из всех альбомов Dream Theater, продавшись тиражом более 500 000 копий в США. Rolling Stone поместил альбом на 95-е место в списке величайших альбомов метала всех времён, а Loudwire - на 2-е место в списке лучших альбомов прогрессивного метала всех времён.

## Запись
Альбом записывался на студии BearTracks Studios, в Нью-Йорке весь декабрь 1991 года.
Львиная доля того, что впоследствии стало альбомом «Images and Words» была написана во время поиска вокалиста. Было прослушано более 200 человек, среди которых был бывший фронтмен группы Fates Warning Джон Арч. Все претенденты были отклонены по разным причинам. В 1991 году пришла запись из Канады от вокалиста группы Winter Rose Кевина Джеймса ЛаБри, который был немедленно вызван в Нью-Йорк для прослушивания. После короткой джем-сессии ЛаБри был взят группу как постоянный вокалист. Вследствие того, что в группе уже было два Джона (Джон Маянг и Джон Петруччи), два Кевина было бы уже слишком, потому ЛаБри использовал с тех пор имя Джеймс.
В течение нескольких последующих месяцев была проделана работа по написанию вокальных партий к имеющейся на тот момент музыке. В то же время группа продолжила концертные выступления. Также был подписан контракт с ATCO Records (ныне известные как EastWest Records) на 6 альбомов.
Первым альбомом, выпущенным по новому контракту в 1992 году, стал «Images and Words». Этот альбом являлся одним из многих, записанных в BearTracks Studios. Песня «Pull Me Under» множество раз появлялась в радиоэфире, и вследствие этого лейбл был готов выпустить видеоклип на эту песню, который затем пошёл в умеренную ротацию на MTV.

## Список композиций
| # | Оригинальное название                         | Музыка / Слова                | Длительность |
| - | --------------------------------------------- | ----------------------------- | ------------ |
| 1 | Pull Me Under                                 | Dream Theater / Кевин Мур     | 8:15         |
| 2 | Another Day                                   | Dream Theater / Джон Петруччи | 4:24         |
| 3 | Take the Time                                 | Dream Theater                 | 8:21         |
| 4 | Surrounded                                    | Dream Theater / Кевин Мур     | 5:30         |
| 5 | Metropolis Pt. 1: The Miracle and the Sleeper | Dream Theater / Джон Петруччи | 9:32         |
| 6 | Under a Glass Moon                            | Dream Theater / Джон Петруччи | 7:04         |
| 7 | Wait for Sleep                                | Кевин Мур / Кевин Мур         | 2:32         |
| 8 | Learning to Live                              | Dream Theater / Джон Маянг    | 11:31        |

## Участники записи
- Джеймс ЛаБри — вокал
- Джон Маянг — бас-гитара
- Джон Петруччи — гитара
- Майк Портной — ударные
- Кевин Мур — клавишные
- Джей Бикенштейн — саксофон на композиции «Another Day»

## Позиции в чартах
| Год  | Чарт                           | Позиция |
| ---- | ------------------------------ | ------- |
| 1992 | Billboard Top Heatseekers (US) | 2       |
| 1992 | German Albums Chart            | 94      |
| 1993 | Billboard 200                  | 61      |

| Год  | Название        | Чарт                                      | Позиция |
| ---- | --------------- | ----------------------------------------- | ------- |
| 1992 | «Pull Me Under» | Billboard Hot Mainstream Rock Tracks (US) | 10      |
| 1993 | «Take the Time» | Billboard Hot Mainstream Rock Tracks (US) | 29      |
| 1993 | «Another Day»   | Billboard Hot Mainstream Rock Tracks (US) | 22      |

## Сертификации
| Страна | Организация | Год  | Продажи                 |
| US     | RIAA        | 1995 | Золотой диск (+500,000) |